# جورج دیکنزو
جورج دیکنزو (به انگلیسی: George DiCenzo) (زاده ۲۱ آوریل ۱۹۴۰-درگذشته ۹ اوت ۲۰۱۰) بازیگر آمریکایی بود. از فیلم‌های معروف او می‌توان به بازی در فیلم بچه فریسکو اشاره کرد.